# Caproni Ca.311
Caproni Ca.311 byl italský třímístný dvoumotorový víceúčelový dolnoplošník smíšené konstrukce se zatahovacím podvozkem a pevnou ostruhou.

## Vznik
Ca.311 vznikl na základě zkušebního prototypu Caproni Ca.310bis, u něhož byla dvojice hvězdicových sedmiválců Piaggio P.VII C.16 po 345 kW nahrazena výkonnější variantou P.VII C.35 s kompresorem o výkonu po 368 kW a dvoulistými stavitelnými vrtulemi.

## Vývoj

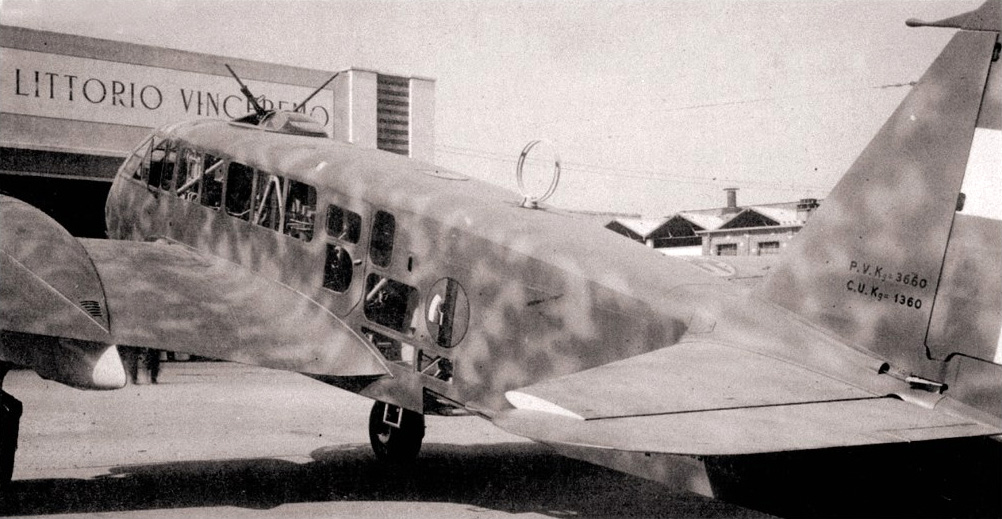
Caproni Ca.311 (M.M.11531)

Prototyp letounu Ca.311 se tak nestavěl, proto 1. dubna 1939 vzlétl z továrního letiště v Ponte San Pietro první sériový stroj (vojenské evidenční označení M.M.11479). Za jeho řízení usedl pilot Ettore Wengi. Testy prokázaly nárůst výkonnosti i užitečného zatížení, což se odrazilo ve složitějším vybavení a instalované výzbroji nových Ca.311.
Sériová výroba byla zahájena ve třech továrnách koncernu Caproni v Ponte San Pietro, Taliedo a Castello di Stabia. Probíhala dle přidělených vojenských čísel v řadách M.M.11479-11506, M.M.11442-11477, M.M.11507-11584 a M.M.11597-11774. Poslední exemplář dodal Ponte San Pietro v září 1941 jako 320. dokončený Ca.311 verze M.
Hlavňovou výzbroj tvořily tři kulomety Breda-SAFAT ráže 7,7 mm, které byly po jednom umístěny ve střelecké věži Caproni Lanciani na hřbetě trupu, pevně v kořeni levé poloviny křídla a ve spodním uzavíratelném střelišti za křídlem. V pumovnici nebo na vnějších závěsnících mohl být umístěn pumový náklad do hmotnosti 400 kg.
Typ Ca.311 byl produkován ve dvou verzích. Bojová Ca.311 s vejčitým profilem zasklení přídě a průzkumná Ca.311M (Modificato) se stupněnou pilotní kabinou (86 kusů).
Na Ca.311 navázal pokusný Ca.312 s hvězdicovými motory Piagio P.XIV a typ Caproni Ca.313 s řadovými motory.

## Nasazení
K prvním jednotkám italského letectva, které převzaly Ca.311, patřily squadriglie č. 123, 87, 118 a 36. Staly se rovněž výzbrojí pozorovacích skupin ve stavu italských expedičních sil na východní frontě proti SSSR, operovaly v Africe i na domácí půdě v závěru války.
V roce 1941 získalo několik strojů chorvatské letectvo.

## Hlavní technické údaje
Údaje dle
- Rozpětí: 16,20 m
- Délka: 11,74 m
- Výška: 3,69 m
- Nosná plocha: 38,40 m²

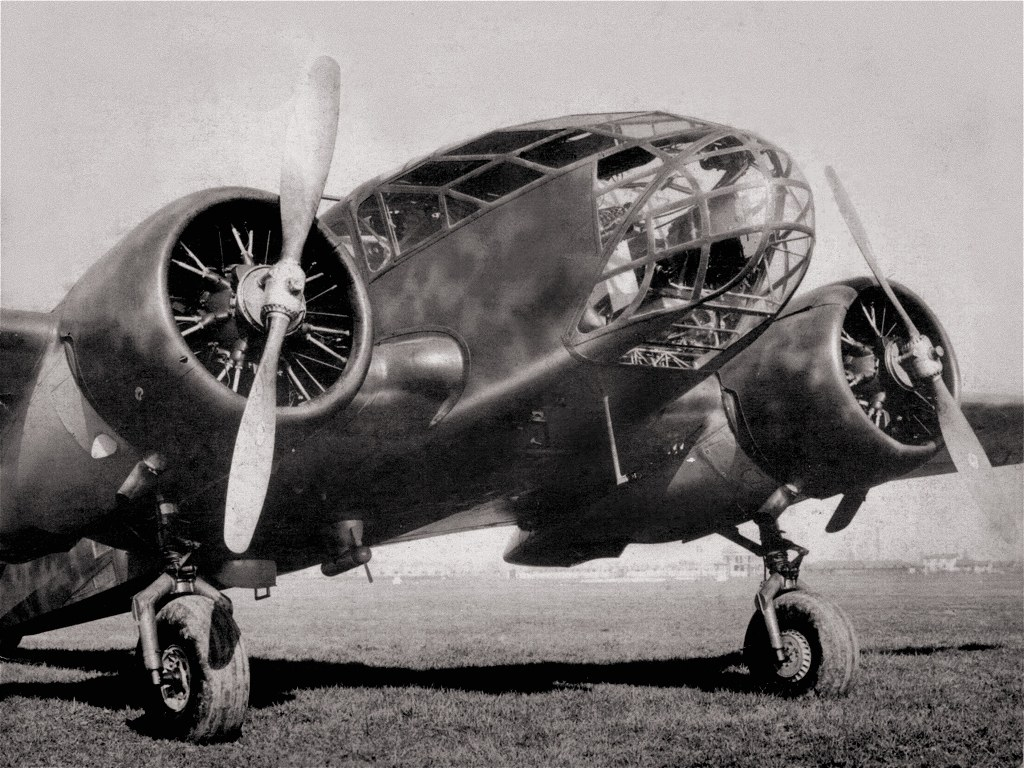
Caproni Ca.311

- Hmotnost prázdného letounu: 3460 kg
- Maximální vzletová hmotnost: 4825 kg
- Maximální rychlost: 350 km/h
- Cestovní rychlost: 320 km/h
- Výstup do 4000 m: 14 min
- Dostup: 7400 m
- Dolet: 1600 km

## Odkazy

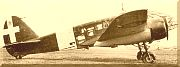
Caproni Ca.311 Regia Aeronautica